# 泰馬蒂
泰馬蒂（西班牙語：Taimatí），是巴拿馬的城鎮，位於該國東部，由達連省的切皮加納區負責管轄，面積170平方公里，海拔高度15米，2010年人口764，人口密度每平方公里4.5人。